# Томпсонс (Тексас)
Томпсонс (енгл. Thompsons) град је у америчкој савезној држави Тексас. По попису становништва из 2010. у њему је живело 246 становника.

## Демографија
Према попису становништва из 2010. у граду је живело 246 становника, што је 10 (4,2%) становника више него 2000. године.
| Група             | 2000.       | 2010.       |
| Белци             | 96 (40,7%)  | 105 (42,7%) |
| Афроамериканци    | 111 (47,0%) | 89 (36,2%)  |
| Азијати           | 5 (2,1%)    | 16 (6,5%)   |
| Хиспаноамериканци | 19 (8,1%)   | 36 (14,6%)  |
| Укупно            | 236         | 246         |